# کانرتون (فلوریدا)
کانرتون (به انگلیسی: Connerton) یک منطقهٔ مسکونی در ایالات متحده آمریکا است که در شهرستان پاسکو، فلوریدا واقع شده‌است. کانرتون ۲٬۱۱۶ نفر جمعیت دارد و ۲۲٫۸۶ متر بالاتر از سطح دریا واقع شده‌است.